# Valentine (Nils Lofgren)
Valentine is een lied dat werd geschreven door Nils Lofgren. Hij bracht het in 1991 uit op een single, waarbij de tweede zang werd gezongen door Bruce Springsteen. Springsteen speelde ook mee in zijn videoclip. In hetzelfde jaar bracht hij het ook uit op zijn album Silver lining. Daarnaast verscheen het op nog ongeveer tien albums.
De titel van het lied verwijst naar Valentijnsdag (14 februari). In de meeste landen verscheen het echter pas in april 1991; in Japan in januari 1992.

## Hitnoteringen
In de VS belandde de single op nummer 37 van de rocklijst van Billboard. In andere landen sloeg de single (vrijwel) niet aan. Daarentegen werd de plaat in Nederland wél positief ontvangen en was op vrijdag 12 april 1991 Veronica Alarmschijf op Radio 3. De plaat werd een bescheiden hit. De hitnoteringen waren hier als volgt:
| 'Valentine in de Nederlandse Top 40 van 20-04-1991 t/m 25-05-1991 | 'Valentine in de Nederlandse Top 40 van 20-04-1991 t/m 25-05-1991 | 'Valentine in de Nederlandse Top 40 van 20-04-1991 t/m 25-05-1991 | 'Valentine in de Nederlandse Top 40 van 20-04-1991 t/m 25-05-1991 | 'Valentine in de Nederlandse Top 40 van 20-04-1991 t/m 25-05-1991 | 'Valentine in de Nederlandse Top 40 van 20-04-1991 t/m 25-05-1991 | 'Valentine in de Nederlandse Top 40 van 20-04-1991 t/m 25-05-1991 | 'Valentine in de Nederlandse Top 40 van 20-04-1991 t/m 25-05-1991 |
| Week                                                              | 1                                                                 | 2                                                                 | 3                                                                 | 4                                                                 | 5                                                                 | 6                                                                 |                                                                   |
| ----------------------------------------------------------------- | ----------------------------------------------------------------- | ----------------------------------------------------------------- | ----------------------------------------------------------------- | ----------------------------------------------------------------- | ----------------------------------------------------------------- | ----------------------------------------------------------------- | ----------------------------------------------------------------- |
| Positie                                                           | 36                                                                | 24                                                                | 16                                                                | 16                                                                | 22                                                                | 31                                                                | uit                                                               |

| 'Valentine in de Nationale Top 100 van 25-04-1991 t/m 06-06-1991 | 'Valentine in de Nationale Top 100 van 25-04-1991 t/m 06-06-1991 | 'Valentine in de Nationale Top 100 van 25-04-1991 t/m 06-06-1991 | 'Valentine in de Nationale Top 100 van 25-04-1991 t/m 06-06-1991 | 'Valentine in de Nationale Top 100 van 25-04-1991 t/m 06-06-1991 | 'Valentine in de Nationale Top 100 van 25-04-1991 t/m 06-06-1991 | 'Valentine in de Nationale Top 100 van 25-04-1991 t/m 06-06-1991 | 'Valentine in de Nationale Top 100 van 25-04-1991 t/m 06-06-1991 | 'Valentine in de Nationale Top 100 van 25-04-1991 t/m 06-06-1991 | 'Valentine in de Nationale Top 100 van 25-04-1991 t/m 06-06-1991 |
| Week                                                             | 1                                                                | 2                                                                | 3                                                                | 4                                                                | 5                                                                | 6                                                                | 7                                                                | 8                                                                |                                                                  |
| ---------------------------------------------------------------- | ---------------------------------------------------------------- | ---------------------------------------------------------------- | ---------------------------------------------------------------- | ---------------------------------------------------------------- | ---------------------------------------------------------------- | ---------------------------------------------------------------- | ---------------------------------------------------------------- | ---------------------------------------------------------------- | ---------------------------------------------------------------- |
| Positie                                                          | 52                                                               | 34                                                               | 25                                                               | 21                                                               | 19                                                               | 29                                                               | 41                                                               | 67                                                               | uit                                                              |